# Фехтування на літніх Олімпійських іграх 2024
Змагання з фехтування на літніх Олімпійських іграх 2024 у Парижі пройшли у Великому палаці з 27 липня по 4 серпня 2024 року. Вдруге в історії буде розіграно комплекти нагород у всіх видах зброї серед жінок і чоловіків у індивідуальній та командній першостях.

## Кваліфікація
На Олімпійські ігри 2024 року розраховано 212 квот. Кожна федерація може бути представлена 18 спортсменами, по 9 чоловіків та жінок у трьох видах зброї: шпазі, рапірі та шаблі.
Близько двох третин квот буде розподілено згіно з офіційним рейтингом, який опублікує Міжнародна федерація фехтування. Кваліфікаційний період буде травати з 3 квітня 2023 року по 1 квітня 2024 року. Після чого буде проведено індивідуальні кваліфікаційні турніри для 4 континентальних зон.
У командних змаганнях у кожній дисципліні буде змагатися 8 команд. Кожна команда має складатися мінімум із 3 спортсменів. Кваліфікацію проходять найкращі 4 команди світового рейтингу. Найкращі команди кожного континенту (Азія-Океанія, Америка, Африка, Європа), які розташовані у топ-16 рейтингу також отримують квоти. У разі відсутності у топ-16 команди з певного континенту, невикористану квоту отримує найкраща команда у рейтингу, що не пройшла попередню кваліфікацію.
У індивідуальних змаганнях візьмуть участь 3 фехтувальники, які кваліфікувалися у командних змаганнях. Ще шість квот отримають спортсмени згідно індивідуальному рейтингу (до уваги не беруться учасники, чиї команди вже кваліфікувалися): по 2 найкращих фехутвальники з Європи та Азії-Океанії, і по 1 фехтувальнику з Америк та Африки. Ще по одній ліцензії для країн з кожної кваліфікаційної зони буде розіграно на індивідуальних кваліфікаційних турнірах. Участь у них будуть брати лище ті країни, які не мають ще жодного представника у відповідному виді зброї .
Країна-господарка, Франція, гарантовано отримає 6 квот.

## Розклад
| К | Попередні раунди & Чевертьфінали | Ф | Півфінали & Фінали |

| Дисципліна↓/Дата →   | Сб 27 | Сб 27 | Нд 28 | Нд 28 | Пн 29 | Пн 29 | Вт 30 | Вт 30 | Ср 31 | Ср 31 | Чт 1 | Чт 1 | Пт 2 | Пт 2 | Сб 3 | Сб 3 | Нд 4 | Нд 4 |
| -------------------- | ----- | ----- | ----- | ----- | ----- | ----- | ----- | ----- | ----- | ----- | ---- | ---- | ---- | ---- | ---- | ---- | ---- | ---- |
| Чоловіки             |       |       |       |       |       |       |       |       |       |       |      |      |      |      |      |      |      |      |
| Індивідуальна шпага  |       |       | К     | Ф     |       |       |       |       |       |       |      |      |      |      |      |      |      |      |
| Командна шпага       |       |       |       |       |       |       |       |       |       |       |      |      | К    | Ф    |      |      |      |      |
| Індивідуальна рапіра |       |       |       |       | К     | Ф     |       |       |       |       |      |      |      |      |      |      |      |      |
| Командна рапіра      |       |       |       |       |       |       |       |       |       |       |      |      |      |      |      |      | К    | Ф    |
| Індивідуальна шабля  | К     | Ф     |       |       |       |       |       |       |       |       |      |      |      |      |      |      |      |      |
| Командна шабля       |       |       |       |       |       |       |       |       | К     | Ф     |      |      |      |      |      |      |      |      |
| Жінки                |       |       |       |       |       |       |       |       |       |       |      |      |      |      |      |      |      |      |
| Індивідуальна шпага  | К     | Ф     |       |       |       |       |       |       |       |       |      |      |      |      |      |      |      |      |
| Командна шпага       |       |       |       |       |       |       | К     | Ф     |       |       |      |      |      |      |      |      |      |      |
| Індивідуальна рапіра |       |       | К     | Ф     |       |       |       |       |       |       |      |      |      |      |      |      |      |      |
| Командна рапіра      |       |       |       |       |       |       |       |       |       |       | К    | Ф    |      |      |      |      |      |      |
| Індивідуальна шабля  |       |       |       |       | К     | Ф     |       |       |       |       |      |      |      |      |      |      |      |      |
| Командна шабля       |       |       |       |       |       |       |       |       |       |       |      |      |      |      | К    | Ф    |      |      |

## Медалісти

### Таблиця медалей
*   Країна-господарка (Франція)
| Місце               | NOC                 | Золото | Срібло | Бронза | Загалом |
| ------------------- | ------------------- | ------ | ------ | ------ | ------- |
| 1                   | Японія              | 2      | 1      | 2      | 5       |
| 2                   | США                 | 2      | 1      | 1      | 4       |
| 3                   | Південна Корея      | 2      | 1      | 0      | 3       |
| 4                   | Гонконг             | 2      | 0      | 0      | 2       |
| 5                   | Франція*            | 1      | 4      | 2      | 7       |
| 6                   | Італія              | 1      | 3      | 1      | 5       |
| 7                   | Угорщина            | 1      | 1      | 1      | 3       |
| 8                   | Україна             | 1      | 0      | 1      | 2       |
| 9                   | Туніс               | 0      | 1      | 0      | 1       |
| 10                  | Єгипет              | 0      | 0      | 1      | 1       |
| 10                  | Канада              | 0      | 0      | 1      | 1       |
| 10                  | Польща              | 0      | 0      | 1      | 1       |
| 10                  | Чехія               | 0      | 0      | 1      | 1       |
| Загалом (13 збірні) | Загалом (13 збірні) | 12     | 12     | 12     | 36      |

Чоловіки
| Дисципліна                | Золото                                                                  | Срібло                                                                | Бронза                                                                        |
| ------------------------- | ----------------------------------------------------------------------- | --------------------------------------------------------------------- | ----------------------------------------------------------------------------- |
| Шпага, особиста першість  | Кокі Кано · Японія                                                      | Яннік Борель · Франція                                                | Мохамед Ель-Саєд · Єгипет                                                     |
| Шпага, командна першість  | Угорщина (HUN) Мате Тамаш Кох Тібор Андрашфі Ґерґей Шіклоші Давід Надь  | Японія (JPN) Акіра Комата Кокі Кано Масару Ямада Кадзуясу Мінобе      | Чехія (CZE) Їржи Беран Якуб Юрка Мартін Рубеш Міхал Чупр                      |
| Рапіра, особиста першість | Чьон Калонґ · Гонконг                                                   | Філіппо Маккі · Італія                                                | Нік Іткін · США                                                               |
| Рапіра, командна першість | Японія (JPN) Кьосуке Мацуяма Такахіро Шікіне Кадзукі Іімура Юдай Наґано | Італія (ITA) Гійом Б'янкі Філіппо Маккі Томмазо Маріні Алессіо Фоконі | Франція (FRA) Максімільєн Шастане Максім Поті Енцо Лефор Жульєн Мертен        |
| Шабля, особиста першість  | О Сан Ук · Південна Корея                                               | Фарес Ферджані · Туніс                                                | Луїджі Самеле · Італія                                                        |
| Шабля, командна першість  | Південна Корея (KOR) Ку Бон Гіль О Сан Ук Пак Сан Вон То Кьон Тон       | Угорщина (HUN) Чанад Гемеші Андраш Сатмарі Арон Сіладьї Крістіан Рабб | Франція (FRA) Себастьєн Патріс Максім П'янфетті Болад Апіті Жан-Філіпп Патріс |

Жінки
| Дисципліна                | Золото                                                                      | Срібло                                                                                | Бронза                                                                                          |
| ------------------------- | --------------------------------------------------------------------------- | ------------------------------------------------------------------------------------- | ----------------------------------------------------------------------------------------------- |
| Шпага, особиста першість  | Вівіан Конг · Гонконг                                                       | Ор'ян Малло · Франція                                                                 | Естер Мухарі · Угорщина                                                                         |
| Шпага, командна першість  | Італія (ITA) Росселла Ф'ямінго Мара Наваррія Джулія Ріцці Альберта Сантуччо | Франція (FRA) Марі-Флоранс Кандассамі Александра Луї-Марі Ор'ян Малло Коралін Віталіс | Польща (POL) Александра Ярецька Аліція Класік Рената Кнапік-Мязґа Мартина Сватовська-Венґлярчик |
| Рапіра, особиста першість | Лі Кіфер · США                                                              | Лорен Скраґґс · США                                                                   | Елеанор Гарві · Канада                                                                          |
| Рапіра, командна першість | США (USA) Жаклін Дубровіч Лі Кіфер Лорен Скраґґс Мая Вейнтрауб              | Італія (ITA) Аріанна Ерріго Мартіна Фаваретто Аліче Вольпі Франческа Палумбо          | Японія (JPN) Сера Адзума Юка Уено Карін Міявакі Комакі Кікучі                                   |
| Шабля, особиста першість  | Манон Брюне · Франція                                                       | Сара Бальцер · Франція                                                                | Ольга Харлан · Україна                                                                          |
| Шабля, командна першість  | Україна (UKR) Юлія Бакастова Аліна Комащук Ольга Харлан Олена Кравацька     | Південна Корея (KOR) Чой Се Бін Чон Ха Йон Чон Ин Хє Юн Джі Су                        | Японія (JPN) Ріса Такасіма Сері Одзакі Місакі Емура Сіхомі Фукусіма                             |